# Vladimir Kovalev
Vladimir Nikolayevich Kovalev (em russo:  Владимир Николаевич Ковалëв; Moscou, RSFS da Rússia, 2 de fevereiro de 1953) é um ex-patinador artístico russo que competiu pela extinta União Soviética. Ele conquistou uma medalha de prata olímpica em 1976, e conquistou cinco medalhas em campeonatos mundiais.

## Principais resultados
| Resultados                                                            | Resultados       | Resultados        | Resultados        | Resultados      | Resultados        | Resultados        | Resultados       | Resultados       | Resultados       | Resultados        | Resultados    | Resultados    |
| Internacional                                                         | Internacional    | Internacional     | Internacional     | Internacional   | Internacional     | Internacional     | Internacional    | Internacional    | Internacional    | Internacional     | Internacional | Internacional |
| Evento/Temporada                                                      | 1969– 1970       | 1970– 1971        | 1971– 1972        |                 | 1973– 1974        | 1974– 1975        | 1975– 1976       | 1976– 1977       | 1977– 1978       | 1978– 1979        | 1979– 1980    |               |
| --------------------------------------------------------------------- | ---------------- | ----------------- | ----------------- | --------------- | ----------------- | ----------------- | ---------------- | ---------------- | ---------------- | ----------------- | ------------- | ------------- |
| Jogos Olímpicos                                                       |                  |                   | 8.º               |                 |                   | Medalha de prata  |                  |                  |                  | WD                |               |               |
| Campeonato Mundial                                                    |                  |                   | Medalha de bronze | 4.º             | Medalha de prata  | Medalha de prata  | Medalha de ouro  | 4.º              | Medalha de ouro  |                   |               |               |
| Campeonato Europeu                                                    |                  |                   | 6.º               | 4.º             | Medalha de ouro   | Medalha de prata  | Medalha de prata | Medalha de prata | Medalha de prata | Medalha de bronze |               |               |
| Prize of Moscow News                                                  | Medalha de prata | Medalha de bronze | Medalha de prata  | Medalha de ouro | Medalha de ouro   | Medalha de ouro   | Medalha de ouro  |                  |                  |                   |               |               |
| Nacional                                                              |                  |                   |                   |                 |                   |                   |                  |                  |                  |                   |               |               |
| Campeonato Soviético                                                  | 5.º              | 4.º               | Medalha de ouro   |                 | Medalha de bronze | Medalha de bronze |                  | Medalha de ouro  | Medalha de prata |                   |               |               |
|                                                                       |                  |                   |                   |                 |                   |                   |                  |                  |                  |                   |               |               |
| Legenda: WD = Abandonou; Competição não foi disputada nesta temporada |                  |                   |                   |                 |                   |                   |                  |                  |                  |                   |               |               |